# Knut Blin
Knut Blin (* 22. Dezember 1968 in Hamburg; † 26. Mai 2004) war ein deutscher Profiboxer im Schwergewicht. Er war der Sohn des Ex-Europameisters Jürgen Blin.

## Leben
Blin boxte als Jugendlicher beim SV Polizei Hamburg und spielte Fußball in Schwarzenbek. Er durchlief in Schwarzenbek eine Lehre zum Schlachter.
Als Boxamateur bestritt Blin 55 Kämpfe und wurde 1986 Deutscher Juniorenmeister. Wenig später unterschrieb er einen Vertrag bei Universum Box-Promotion und debütierte im Mai 1987 bei den Profis. „Er ist blond, stark, hat blaue Augen. Und boxen kann er auch“, wurde Blin seinerzeit von Universum-Chef Klaus-Peter Kohl charakterisiert. Seine Trainer waren Horst Nalbach und Eckhard Dagge. Nach einer Serie von acht Siegen kämpfte er am 16. November 1990 gegen Mario Guedes um die Internationale Deutsche Meisterschaft. Blin gewann den Titel, nachdem Guedes schon in der ersten Runde nach einem Körpertreffer einen Rippenbruch erlitt und schließlich nach der sechsten Runde den Kampf aufgab. Dieser Titelgewinn war sein letzter Kampf. Nach rund dreijähriger Pause arbeitete Blin 1993 an der Rückkehr in den Ring, ein Kampf zu Beginn des Jahres 1994 wurde aber kurzfristig abgesagt. 
Blin war manisch-depressiv. Er nahm sich am 26. Mai 2004 das Leben.